# El Ballestero
El Ballestero – gmina w Hiszpanii, w prowincji Albacete, w Kastylii-La Mancha, o powierzchni 138,69 km². W 2011 roku gmina liczyła 465 mieszkańców.